# Duval megye (Florida)
Duval megye az Amerikai Egyesült Államokban, azon belül Florida államban található. Megyeszékhelye és legnagyobb városa Jacksonville. Lakosainak száma 995 567 fő (2020. április 1.). Duval megye Nassau, St. Johns, Clay és Baker megyékkel határos.

## Népesség
A megye népességének változása:
| Lakosok száma | 865 799 | 871 803 | 879 736 | 885 855 | 913 010 | 995 567 |
|               | 2010    | 2011    | 2012    | 2013    | 2015    | 2020    |